# Nederland op de Paralympische Zomerspelen 2004
Nederland nam deel aan de Paralympische Zomerspelen 2004 in Athene.

## Medailleoverzicht
| Sport        | Olympiër | Discipline                  | Medaille |
| ------------ | --- | --------------------------- | -------- |
| Atletiek     | Kenny van Weeghel | 400 m T54 (m)               | Goud     |
| Tennis       | Robin Ammerlaan | Individueel (m)             | Goud     |
| Tennis       | Esther Vergeer | Individueel (v)             | Goud     |
| Tennis       | Esther Vergeer Maaike Smit | Dubbelspel (v)              | Goud     |
|              | |                             |          |
| Atletiek     | Kenny van Weeghel | 200m T54 (m)                | Zilver   |
| Atletiek     | Willem Noorduin | Kogelstoten F36 (m)         | Zilver   |
| Atletiek     | Willem Noorduin | Discuswerpen F36 (m)        | Zilver   |
| Atletiek     | Pieter Gruijters | Speerwerpen F55-56 (m)      | Zilver   |
| Atletiek     | Pieter Gruijters | Vijfkamp P54-58 (m)         | Zilver   |
| Paardensport | Joop Stokkel | Verplichte kür Graad II     | Zilver   |
| Tennis       | Sonja Peters | Individueel (v)             | Zilver   |
| Volleybal    | Aletta Adema Slagter Monique Bons Karin Harmsen Paula List Maria Poiesz Marijke Roest Jolanda Slenter Alberta Ten Thije Els Verwer Petra Westerhof Anneke den Haan Djoke van Marum | Vrouwen                     | Zilver   |
| Wielersport  | Jan Mulder Pascal Schoots | achtervolging B1-3 (m)      | Zilver   |
| Zeilen       | Mischa Rossen Marcel van de Veen Udo Hessels | Sonar driemansboot          | Zilver   |
| Zwemmen      | Kasper Engel | 100 m Schoolslag SB5 (m)    | Zilver   |
| Zwemmen      | Marion Nijhof | 200 m Wisselslag SM11 (v)   | Zilver   |
|              | |                             |          |
| Atletiek     | Kenny van Weeghel | 100 m T54 (m)               | Brons    |
| Paardensport | Gert Bolmer | Verplichte kür Graad II     | Brons    |
| Tennis       | Bas van Erp | Individueel (g)             | Brons    |
| Tennis       | Bas van Erp Monique de Beer | Dubbelspel (g)              | Brons    |
| Wielersport  | Johan Reekers | Wegwedstrijd HC Div B/C (m) | Brons    |
| Zeilen       | Thierry Schmitter | 2.4mR                       | Brons    |
| Zwemmen      | Pernille Thomsen | 50 m Vrije Slag S8 (v)      | Brons    |
| Zwemmen      | Marion Nijhof | 50 m Vrije Slag S11 (v)     | Brons    |
| Zwemmen      | Marion Nijhof | 100 m Vrije Slag S11 (v)    | Brons    |
| Zwemmen      | Chantal Boonacker | 100 m Rugslag S8 (v)        | Brons    |
| Zwemmen      | Mike van der Zanden | 100 m Vrije Slag S10 (m)    | Brons    |

## Deelnemers en resultaten
(m) = mannen, (v) = vrouwen (g) = gemengd 

### Atletiek
| Paralympiër        | Onderdeel              | Resultaat | Prestatie       |
| ------------------ | ---------------------- | --------- | --------------- |
| Albert van der Mee | Kogelstoten F13 (m)    | 10        | 12.58 m         |
| Albert van der Mee | Speerwerpen F12 (m)    | 9         | 45.89 m         |
| Albert van der Mee | Discuswerpen F12 (m)   | 8         | 37.51 m         |
| Henk Jansen        | Kogelstoten F58 (m)    | 9         | 11.80 m         |
| Henk Jansen        | Speerwerpen F58 (m)    | 8         | 34.51 m         |
| Henk Jansen        | Discuswerpen F57 (m)   | 5         | 41.20 m         |
| Jos van der Donk   | Speerwerpen F42 (m)    | 4         | 46.83 m         |
| Kenny van Weeghel  | 100 m T54 (m)          | Brons     | 14.33 s         |
| Kenny van Weeghel  | 200 m T54 (m)          | Zilver    | 25.32 s         |
| Kenny van Weeghel  | 400 m T54 (m)          | Goud      | 47.45 s         |
| Micha Janse        | 800 m T37 (m)          | 5         | 2:13.41 s       |
| Micha Janse        | 800 m T37 (m)          | 5         | 4:38.83 s       |
| Pieter Gruijters   | Kogelstoten F56 (m)    | 11        | 9.78 m          |
| Pieter Gruijters   | Speerwerpen F55-56 (m) | Zilver    | 37.79 m 1180 pt |
| Pieter Gruijters   | Vijfkamp P54-58 (m)    | Zilver    | 5655 pt         |
| Willem Noorduin    | Kogelstoten F36 (m)    | Zilver    | 11.88 m         |
| Willem Noorduin    | Discuswerpen F36 (m)   | Zilver    | 33.33 m         |
|                    |                        |           |                 |
| Annette Roozen     | Verspringen F42 (v)    | 5         | 3.33 m          |
| Marije Smits       | Verspringen F42 (v)    | 8         | 3.19 m          |

### Basketbal
| Paralympiër | Onderdeel | Resultaat | Prestatie |
| --- | --------- | --------- | --------- |
| Petra Garnier Chèr Korver Roos Oosterbaan Fleur Pieterse Carina Versloot Asjousja Ibrahimi Jennette Jansen Jozima Mosely Ingeborg Tiggelman Miranda Wevers Evelyn van Leeuwen Jeanine van Veggel | vrouwen   |           |           |

| Paralympiër | Onderdeel | Resultaat | Prestatie |
| --- | --------- | --------- | --------- |
| Gertjan van der Linden Wim 't Lam Peter Brandsen Mustafa Charif Jebari Ruud Dettmer Koen Jansens Mario Oosterbosch Mete Oztegel Frank de Goede Anton de Rooij Frans van Breugel Kornelis van der Werf | Mannen    |           |           |

### CP-voetbal
| Olympiër | Onderdeel | Resultaat | Prestatie |
| --- | --------- | --------- | --------- |
| Stephan Lokhoff Thieu van Son Martijn van de Ven Jeroen Voogd Bart Adelaars Patrick Beekmans Nico Berlee David Tetelepta Ruben de Haas Milo de Wit Rudy van Breemen Richard van den Born | Mannen    |           |           |

### Goalball
| Olympiër | Discipline | Resultaat | Prestatie |
| --- | ---------- | --------- | --------- |
| Anneke Berkhout Marianne Huijben Christa Schrooten Nancy Sier Jolanda van Wijk Knuman Carla van der Weide Burgmeijer | Vrouwen    |           |           |

### Paardensport
| Paralympiër        | Onderdeel               | Resultaat | Prestatie  |
| ------------------ | ----------------------- | --------- | ---------- |
| Gert Bolmer        | Verplichte kür Graad II | Brons     | 68.727 pt. |
| Gert Bolmer        | Vrije kür Graad II      | 5         | 73.389 pt  |
| Joop Stokkel       | Verplichte kür Graad II | Zilver    | 70.545 pt. |
| Joop Stokkel       | Vrije kür Graad II      | 4         | 74.333 pt  |
| Sjerstin Vermeulen | Verplichte kür Graad IV | 8         | 66.452 pt. |
| Sjerstin Vermeulen | Vrije kür Graad IV      | 5         | 73.091 pt  |

### Tafeltennis
| Paralympiër       | Onderdeel                | Resultaat            | Prestatie |
| ----------------- | ------------------------ | -------------------- | --------- |
| Nico Blok         | Individueel Klasse 6 (m) | kwartfinales         |           |
| Harold Kersten    | Individueel Klasse 6 (m) | 3de in de groepsfase |           |
| Tonnie Heijnen    | Individueel Klasse 9 (m) | kwartfinales         |           |
| Gerben Last       | Individueel Klasse 9 (m) | 8ste Finales         |           |
|                   |                          |                      |           |
| Jolanda Paardekam | Individueel Klasse 3 (v) | 3de in de groepsfase |           |

### Tennis
| Paralympiër                   | Onderdeel      | Resultaat    | Prestatie |
| ----------------------------- | -------------- | ------------ | --------- |
| Eric Stuurman                 | Enkelspel (m)  | 3de ronde    |           |
| Robin Ammerlaan               | Enkelspel (m)  | Goud         |           |
| Eric Stuurman Robin Ammerlaan | Dubbelspel (m) | 4            |           |
|                               |                |              |           |
| Esther Vergeer                | Enkelspel (v)  | Goud         |           |
| Jiske Griffioen               | Enkelspel (v)  | 1ste ronde   |           |
| Maaike Smit                   | Enkelspel (v)  | 2e ronde     |           |
| Sonja Peters                  | Enkelspel (v)  | Zilver       |           |
| Esther Vergeer Maaike Smit    | Dubbelspel (v) | Goud         |           |
| Jiske Griffioen Sonja Peters  | Dubbelspel (v) | kwartfinales |           |
|                               |                |              |           |
| Bas van Erp                   | Enkelspel (g)  | Brons        |           |
| Monique de Beer               | Enkelspel (g)  | kwartfinales |           |
| Bas van Erp Monique de Beer   | Dubbelspel (g) | Brons        |           |

### Volleybal
| Olympiër | Onderdeel | Resultaat | Prestatie |
| --- | --------- | --------- | --------- |
| Aletta Adema Slagter Monique Bons Karin Harmsen Paula List Maria Poiesz Marijke Roest Jolanda Slenter Alberta Ten Thije Els Verwer Petra Westerhof Anneke den Haan Djoke van Marum | Vrouwen   | Zilver    |           |

### Wielersport
| Paralympiër                      | Onderdeel                     | Resultaat | Prestatie  |
| Baan                             | Baan                          | Baan      | Baan       |
| -------------------------------- | ----------------------------- | --------- | ---------- |
| Jan Mulder Pascal Schoots piloot | achtervolging B1-3 (m)        | Zilver    | 4:32.051 m |
| Weg                              |                               |           |            |
| Cefas Bouman                     | wegwedstrijd HC Div B/C (m)   | 4         | 1:17.030 m |
| Cefas Bouman                     | Tijdrit HC Div B/C (m)        | 4         | 18:20.47 m |
| Jan Mulder Bart Boom piloot      | wegwedstrijd/tijdrit B1-3 (m) | 7         |            |
| Johan Reekers                    | wegwedstrijd HC Div B/C (m)   | Brons     | 1:17.030 m |
| Johan Reekers                    | Tijdrit HC Div B/C (m)        | 9         | 19:31.32 m |

### Zeilen
| Paralympiër                                  | Onderdeel                | Resultaat | Prestatie |
| -------------------------------------------- | ------------------------ | --------- | --------- |
| Thierry Schmitter                            | 2.4 mR, één persoon (g)  | Brons     | 25 pt.    |
| Mischa Rossen Marcel van de Veen Udo Hessels | sonar, drie personen (g) | Zilver    | 28 pt.    |

### Zwemmen
| Paralympiër         | Onderdeel                 | Resultaat       | Prestatie |
| ------------------- | ------------------------- | --------------- | --------- |
| Gert-Jan Schep      | 50 m Vrije Slag S8 (m)    | 5               | 30.14 s   |
| Gert-Jan Schep      | 100 m Rugslag S8 (m)      | 6               | 1:17.74 s |
| Gert-Jan Schep      | 100 m Vrije Slag S8 (m)   | 5de in de heats | 1:06.86 s |
| Gert-Jan Schep      | 200 m Wisselslag SM8 (m)  | 5               | 2:40.90 s |
| Joost de Hoogh      | 100 m Rugslag S10 (m)     | 7               | 1:08.41 s |
| Joost de Hoogh      | 200 m Wisselslag SM10 (m) | 5               | 2:23.70 s |
| Joost de Hoogh      | 400 m Vrije Slag S10 (m)  | 5               | 4:24.86 s |
| Kasper Engel        | 100 m Rugslag S6 (m)      | 5de in de heats | 1:31.09 s |
| Kasper Engel        | 100 m Schoolslag SB5 (m)  | Zilver          | 1:35.98 s |
| Mike van der Zanden | 50 m Vrije Slag S10 (m)   | 7               | 26.49 s   |
| Mike van der Zanden | 100 m Vrije Slag S10 (m)  | Brons           | 56.47 s   |
| Mike van der Zanden | 400 m Vrije Slag S10 (m)  | 4               | 4:23.81 s |
|                     |                           |                 |           |
| Chantal Boonacker   | 50 m Vrije Slag S8 (v)    | 8               | 35.21 s   |
| Chantal Boonacker   | 100 m Rugslag S8 (v)      | Brons           | 1:24.13 s |
| Chantal Boonacker   | 100 m Vrije Slag S8 (v)   | 7               | 1:16.07 s |
| Chantal Boonacker   | 400 m Vrije Slag S8 (v)   | 5               | 5:31.51 s |
| Marion Nijhof       | 50 m Vrije Slag S11 (v)   | Brons           | 35.21 s   |
| Marion Nijhof       | 100 m Rugslag S11 (v)     | 5               | 1:26.17 s |
| Marion Nijhof       | 100 m Vrije Slag S11 (v)  | Brons           | 1:13.48 s |
| Marion Nijhof       | 200 m Wisselslag SM11 (v) | Zilver          | 3:10.32 s |
| Pernille Thomsen    | 50 m Vrije Slag S8 (v)    | Brons           | 32.95 s   |
| Pernille Thomsen    | 100 m Rugslag S8 (v)      | 5               | 1:27.92 s |
| Pernille Thomsen    | 100 m Vrije Slag S8 (v)   | 4               | 1:12.46 s |